# Chleb nasz powszedni
Chleb nasz powszedni (oryg. Unser täglich Brot) – film dokumentalny w reżyserii Nikolausa Geyrhaltera z 2005 roku.
Film ukazuje procesy przemysłowej produkcji żywności we współczesnym świecie. Pokazuje, w jaki sposób wykorzystuje się technologię w celu maksymalizacji wydajności i jaką drogę przebywają produkty spożywcze, zanim trafią do sklepu. Film składa się z samych obrazów bez komentarza. Materiał nakręcono w ponad 20 firmach w kilku europejskich krajach, m.in. w Polsce.